# ジョン・F・アイソ
ジョン・フジオ・アイソ（John Fujio Aiso、日本名：相磯 藤雄〈あいそ ふじお〉、1909年12月14日 – 1987年12月29日）は、アメリカ合衆国の軍人・弁護士・裁判官。

## 経歴
カリフォルニア州バーバンクに、静岡県出身の両親の元に日系二世として生まれる。
教育熱心で愛国精神を育む事の重要性を事ある毎に説く両親の期待に応える事と、人種差別に報いる為に、幼い頃から猛勉強に励むようになった。
中学時代は、生徒会長に立候補・当選したものの、それを快く思わなかった校長によって、生徒会は解散させられてしまう事となった。この出来事が日系社会に周知されると、アイソ一家は日系家庭にとっての憧憬の的となった。当時の南カリフォルニアにおける一世達は、自宅居間のワシントン・リンカーン・キリストの肖像画を掲げる事をはじめとした、アイソ家の教育方針をこぞって模倣した程だった。
高校時代は日系人としては初めて卒業生総代に選出されただけでなく、スピーチ・コンテストで優勝して、多額の賞金とヨーロッパ旅行を獲得したが、高校の校長から「優勝を辞退するか、卒業生総代の名誉を放棄するかを選べ」と迫られ、コンテストの優勝を辞退するなど、屈辱的な体験に遭遇することとなった。
しかし、『ロサンゼルス・タイムズ』紙の発行人であるハリー・チャンドラーが、アイソの保証人となり、首都ワシントンまで上述したコンテストで勝利した学生達に同行した。更に、当時の松平恒雄駐米日本大使を紹介された。
これを機に、高校卒業後に日本へ渡り、旧制成城高等学校で1年間日本語を学んだ後、1931年にブラウン大学へ日本政府の奨学金で入学し、首席で卒業した。次いで、1934年にハーバード・ロー・スクールを卒業した。
卒業後は、ニューヨークで弁護士として活動を始めた。1936年には再度日本へ渡り、日本の法律の翻訳や分析に取り組むようになった。同時に、公私のつながりを通して著名な日本人への英語教育も行っただけでなく、中央大学において日本法を学んだ。離日後は、1937年から満洲国における英米煙草会社の法律顧問及び取締役に就任した。
1939年に帰国した後は、カリフォルニア州の司法試験に合格し、同地で弁護士の開業を目指した。
1941年4月に陸軍に召集され、自動車部品の調達修理販売係に任ぜられた。しかし、日米両語に堪能だったアイソは、同年11月に対日戦に備えて設置された日本語学校の教師に任ぜられた。その事から、太平洋戦争開戦後も日系人の強制収容に巻き込まれず、終戦までに約6,000人の教え子達を太平洋戦線に送り出した。その大部分を日系人で占める彼らは、各地で捕虜の尋問、文書や資料の解読などで活躍し、戦後GHQの最高司令官となったダグラス・マッカーサーをして「彼らの存在は、太平洋戦争の終結を2年早め、100万人の米兵の命を救った」と言わしめた程だった。
終戦後は、GHQの一員として連合国軍占領下の日本へ渡り、1945年12月よりGHQ民間諜報局に入り、公職追放を担当した。しかし、財界人の一律追放に反対して、2年勤務した後に中佐を最後に自ら予備役へ編入し、同時にレジオン・オブ・メリットを授与された。帰国後はカリフォルニア州で、本土では日系人として初となる州判事となり、1968年11月4日には州上訴裁判所の判事にまで昇進した。
1965年に予備役大佐となった後に、軍を退役した。因みに、アイソは第二次世界大戦時に活躍した日系人の軍人としては最高位にまで上り詰めた人物である。
1965年にはリンドン・ジョンソン大統領から再度レジオン・オブ・メリットを、1984年には昭和天皇から長年に亘って日米友好に貢献した功績を認められ、勲三等旭日中綬章をそれぞれ授与された。
1987年12月、カリフォルニア州ロサンゼルスのハリウッドにあるガソリンスタンドで自分の車に給油している最中に、何者かによって銃撃され、2週間後に息を引き取った。
アイソは、アメリカにおける日系人の地位向上に最も貢献した人物の一人として知られており、死去後の1991年に、アメリカ軍の情報部隊では2人目となる殿堂入りを果たし、国防総省語学研修所は生前のアイソの名誉と功績を称え、彼の名前を冠した図書館を設置している。また、ロサンゼルスのリトル・トーキョーには「ジョン・F・アイソ判事通り」と名付けられたブロックが存在している。